# Taylor Dent
Taylor Phillip Dent (Newport Beach, Kalifornia, Amerikai Egyesült Államok; 1981. április 24. –) amerikai hivatásos teniszező.
Karrierje során 4 ATP-tornát nyert meg. Az athéni olimpián egyéniben 4. helyezést szerzett, a bronzmeccsen döntő szett 16-14-re kapott ki Fernando González Ciuffarditől. Karrierjét sérülések hátráltatták, több évet kellett kihagynia, 2007-ben megműtötték a hátát. 2008-ban visszatért a profik közé és a 2009-es Australian Openen lejátszotta első Grand Slam-meccsét is három év után.
Dent erőssége szervája, övé a harmadik legerősebb adogatás Andy Roddick és Ivo Karlović mögött. Játékát szerva-röptézés jellemzi.

## ATP-döntői

### Egyéni

#### Győzelmei (4)
| Összesítés                                            | Összesítés |
| ----------------------------------------------------- | ---------- |
| Grand Slam-torna                                      | (0)        |
| ATP World Tour Masters 1000 / ATP Masters Series      | (0)        |
| ATP World Tour 500 Series / International Series Gold | (1)        |
| ATP World Tour 250 Series / International Series      | (3)        |
| ATP World Tour Finals / Tennis Masters Cup            | (0)        |

|   | Dátum                | Torna                      | Borítás          | Ellenfél a döntőben | Eredmény a döntőben |
| 1 | 2002. július 8.      | Hall of Fame TC, Newport   | Fű               | James Blake         | 6-1, 4-6, 6-4       |
| 3 | 2003. szeptember 22. | Thailand Open, Bangkok     | Kemény (fedett)  | Juan Carlos Ferrero | 6-3, 7-6(5)         |
| 4 | 2003. szeptember 29. | Kremlin Cup, Moszkva       | Szőnyeg (fedett) | Sargis Sargsian     | 7-6(5), 6-4         |
| 2 | 2005. július 25.     | RMK Championships, Memphis | Kemény (fedett)  | Andy Roddick        | 6-1, 6-4            |

#### Elvesztett döntői (3)
|   | Dátum            | Torna                                            | Borítás         | Ellenfél a döntőben | Eredmény a döntőben |
| 1 | 2004. október 4. | AIG Japan Open Tennis Championships, Tokió       | Kemény (fedett) | Jiří Novak          | 7-5, 1-6, 3-6       |
| 2 | 2005. január 3.  | Next Generation Adelaide International, Adelaide | Kemény          | Joachim Johansson   | 5-7, 3-6            |
| 3 | 2005. július 18. | Indianapolis Tennis Championships, Indianapolis  | Kemény          | Robby Ginepri       | 6-4, 0-6, 0-3 ret.  |

### Páros

#### Elvesztett döntői (1)
|   | Dátum                | Torna              | Borítás         | Ellenfelek a döntőben | Partner                           | Eredmény a döntőben |
| 1 | 2004. szeptember 13. | China Open, Peking | Kemény (fedett) | Alex Bogomolov        | Justin Gimelstob / Graydon Oliver | 6-4, 4-6, 6-7       |